# Netelia oharai
Netelia oharai är en stekelart som beskrevs av Konishi 2005. Netelia oharai ingår i släktet Netelia och familjen brokparasitsteklar. Inga underarter finns listade i Catalogue of Life.